# Rafaela
Rafaela est une ville de la province de Santa Fe, en Argentine. Elle est située à 84 km au nord-ouest de Santa Fe, la capitale de la province, et à 203 km au nord de Rosario. Sa population s'élevait à 100 500 habitants en 2008.

## Climat

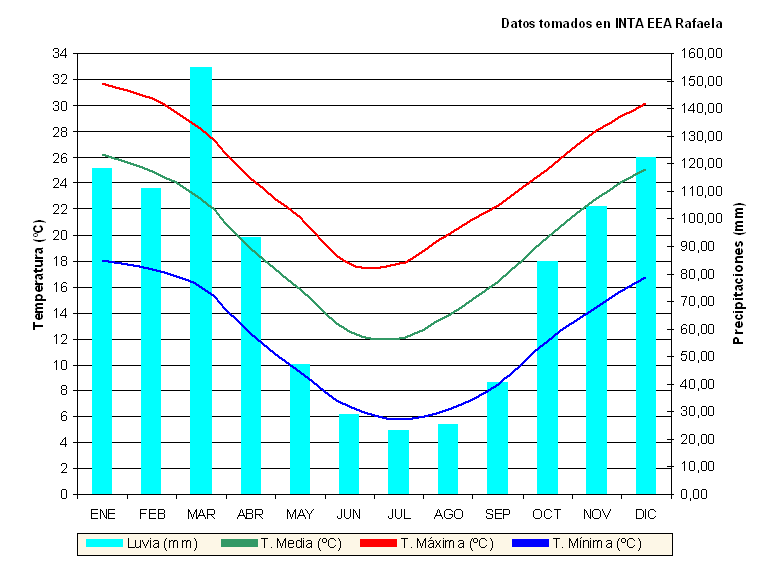
Climatogramme (températures et précipitations) de Rafaela.

## Jumelage
- Sigmaringendorf (Allemagne) depuis 1981